# Rayeuk Matang Kuli
Rayeuk Matang Kuli is een bestuurslaag in het regentschap Aceh Utara van de provincie Atjeh, Indonesië. Rayeuk Matang Kuli telt 627 inwoners (volkstelling 2010).